# 桜鍋

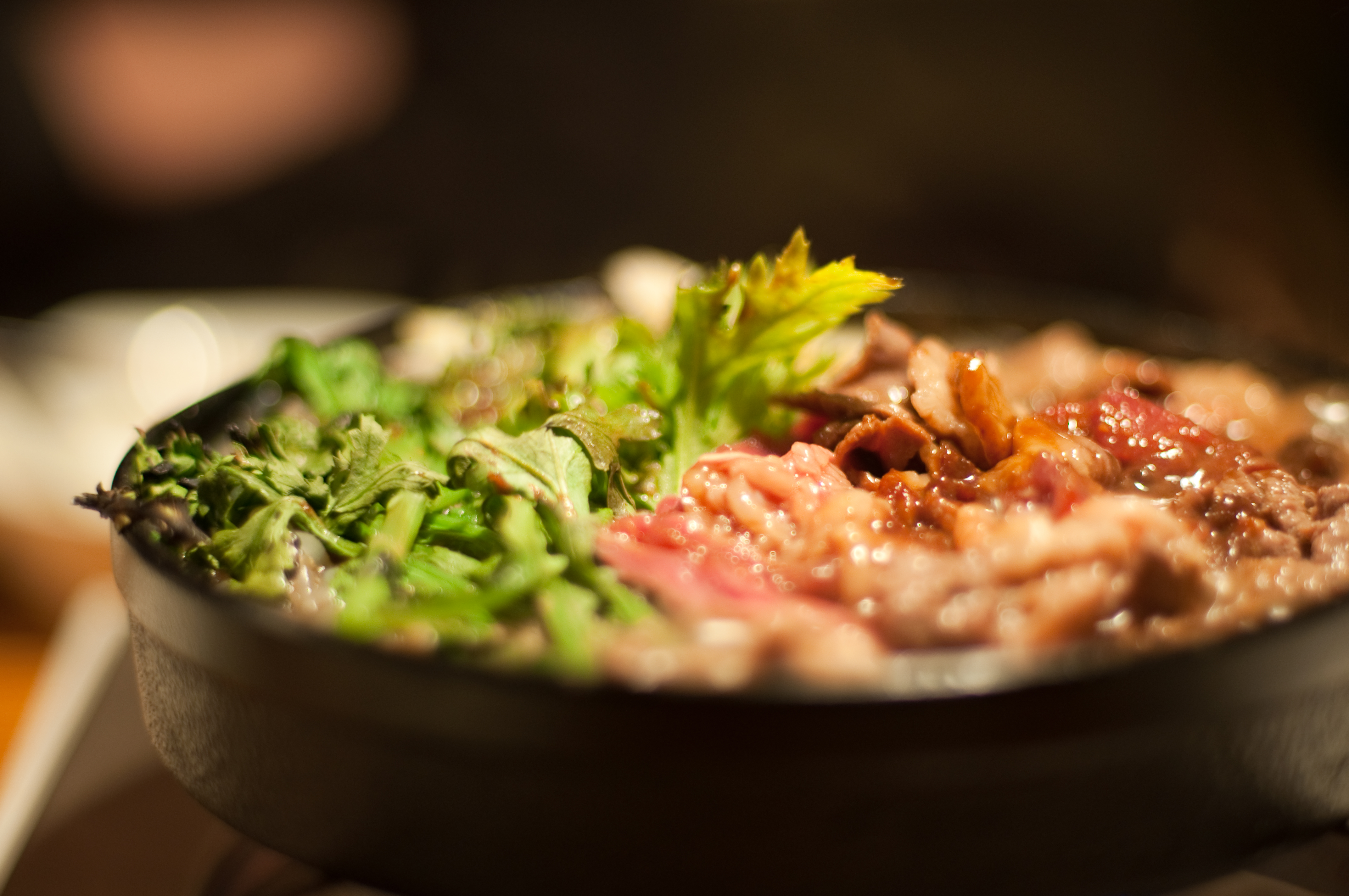
桜鍋

桜鍋（サクラ鍋、さくらなべ）は、馬肉（桜肉）をすき焼きのようにして食べる鍋料理の事。

## 概要
味噌仕立てで馬肉を煮る桜鍋は、明治初期 から続く東京の伝統料理である。精力をつける料理なので吉原など色街の近くに多かった。馬肉の生産地である青森県や長野県、熊本県にも同じ料理がある。また、馬肉をしゃぶしゃぶの要領で食すこともある。
東京下町に流行していた鍋料理の一つである。